# Fiat 521
Fiat 521 a fost un model de automobil produs de Fiat între anii 1928 și 1931.
Derivat direct din modelul Fiat 520, a păstrat multe dintre caracteristicile constructive ale acestuia, limitând inovațiile la caroserie, dotări și paleta de culori.
Fiat 521 a devenit cunoscut în mod special pentru utilizarea sa frecventă în versiunile ambulanță și autopompă pentru corpul de pompieri italian (Vigili del Fuoco), unele vehicule rămânând operative până în 1952 . Un exemplar al versiunii de ambulanță Fiat 521, fabricat în 1930, este expus la Museo Internazionale della Croce Rossa din Castiglione delle Stiviere.
Automobilul era echipat cu un motor în linie cu șase cilindri, răcit cu apă, disponibil pe șasiuri cu ampatament scurt sau lung (cel mai lung având 3.140 mm). Motorul avea o capacitate cilindrică de 2.516 cm³ și genera o putere de 38 kW (51 CP) la 3.400 rotații pe minut.
Pe lângă versiunile de serie, numeroși producători independenți de caroserii au adaptat șasiul, creând variante personalizate, inclusiv coupé și cabriolet.
O variantă notabilă a fost berlina cu șase geamuri, dezvoltată pe șasiul cu ampatament lung de către Carrozzeria Bertone, care atingea o viteză maximă de 94 km/h datorită greutății reduse de 2.000 kg, considerată moderată pentru dimensiunile vehiculului și perioada respectivă.
Dotările includeau tachometru, ceas, indicatoare pentru nivelul de combustibil și ulei, precum și un termoistor pentru măsurarea temperaturii exterioare în anumite configurații.